# Dysidea alta
Dysidea alta är en svampdjursart som först beskrevs av Lendenfeld 1889.  Dysidea alta ingår i släktet Dysidea och familjen Dysideidae. Inga underarter finns listade i Catalogue of Life.